# Hundar och schakaler

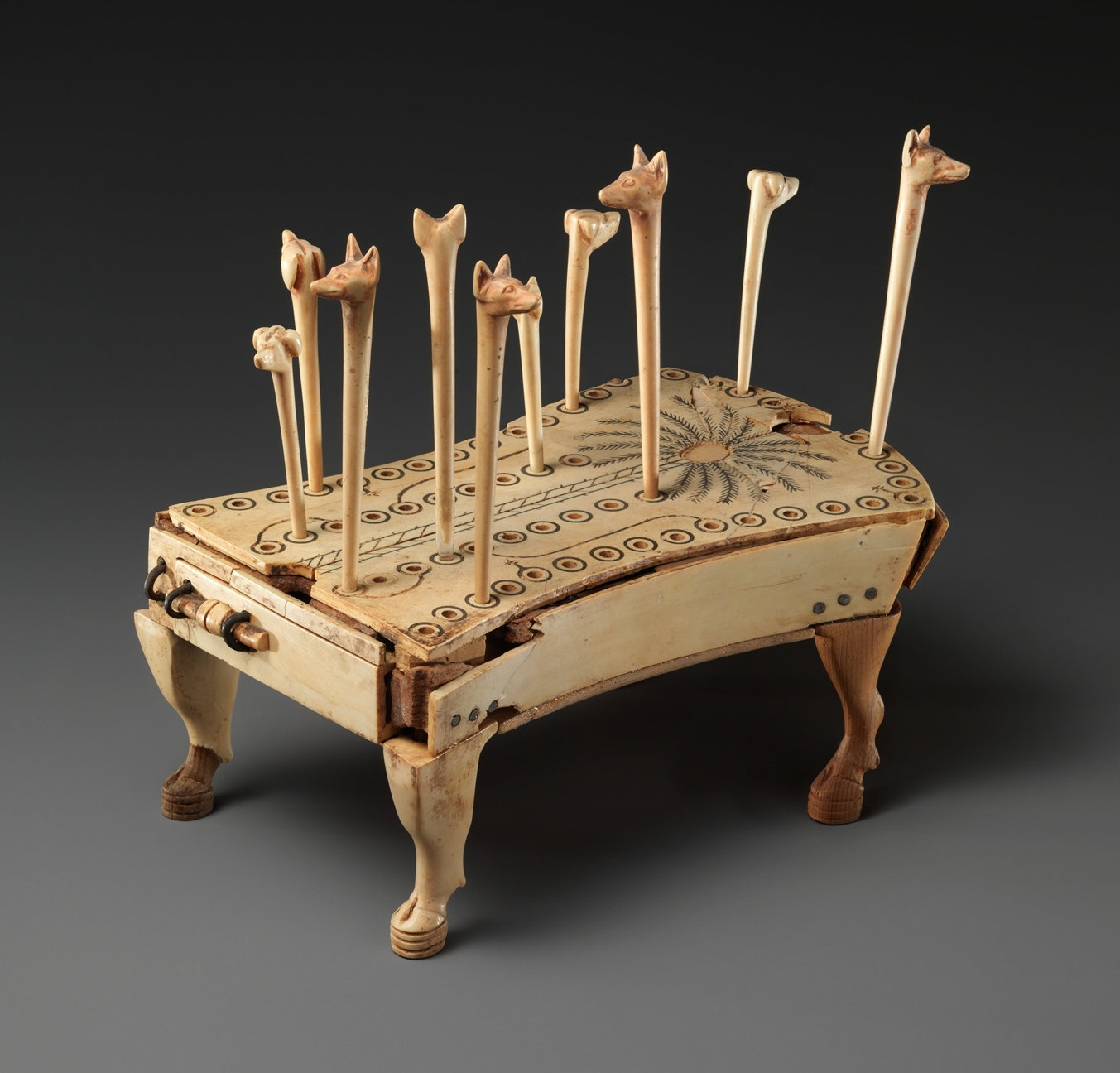
Hundar och schakaler, fynd från Thebe, nu på Metropolitan Museum of Art, New York

Hundar och schakaler är en nutida benämning på ett forntida brädspel, vars spelpjäser ofta var utformade som hund- respektive schakalhuvuden. Ett av de äldsta fynden av detta spel grävdes fram i Thebe i Egypten av den brittiske arkeologen Howard Carter och hans finansiär Lord Carnarvon och har daterats till cirka 2000 f.Kr. Spelet har också återfunnits i gravar i bland annat Mesopotamien och Assyrien.
Spelbrädet är försett med totalt 58 hål, 29 på vardera halvan, i vilka spelpjäserna kan placeras. Dessa är tio till antalet, vanligen föreställande hundar och schakaler, fem av varje sort. De ursprungliga spelreglerna är okända, men förslagsvis har spelet gått ut på att flytta pjäserna längs hålen med hjälp av tärningskast eller dylikt, och spelet vinns då av den spelare som först lyckats placera sina pjäser i vart och ett av de sista fem hålen.